# Suphisellus bruchi
Suphisellus bruchi is een keversoort uit de familie diksprietwaterkevers (Noteridae). De wetenschappelijke naam van de soort werd in 1919 gepubliceerd door Alois Zimmermann.